# Hirasa
Hirasa är ett släkte av fjärilar. Hirasa ingår i familjen mätare.

## Dottertaxa tillHirasa, i alfabetisk ordning[1]
- Hirasa approximaria
- Hirasa austeraria
- Hirasa contubernalis
- Hirasa deminuta
- Hirasa dyscola
- Hirasa eugrapha
- Hirasa extrema
- Hirasa grisea
- Hirasa latimarginaria
- Hirasa lentiginosaria
- Hirasa lichenea
- Hirasa lihsiensis
- Hirasa likiangina
- Hirasa mandarinaria
- Hirasa mesanoleuca
- Hirasa muscosaria
- Hirasa muscosarius
- Hirasa paupera
- Hirasa pauperodes
- Hirasa permuscosa
- Hirasa phana
- Hirasa plagiochorda
- Hirasa provocans
- Hirasa punctivenaria
- Hirasa scripturaria
- Hirasa sempervirens
- Hirasa sericea
- Hirasa synola
- Hirasa taiwana
- Hirasa theuropides
- Hirasa tulla
- Hirasa vitreata